# Marcel Wouda
Marcel Reinier Wouda (ur. 23 stycznia 1972 w Tilburgu) – holenderski pływak specjalizujący się w stylu zmiennym, medalista olimpijski, rekordzista świata na krótkim basenie.
Mistrz świata z 1998 r. z Perth na dystansie 200 m stylem zmiennym. Podczas tych mistrzostw zdobył także dwa srebrne medale na dystansie 400 m stylem zmiennym oraz w sztafecie 4 × 200 m stylem dowolnym. Sięgnął również po pięć złotych medali mistrzostw Europy. Dzięki sukcesom, jakie odniósł podczas mistrzostw Europy w 1997 r. w Sewilli, został wybrany najlepszym sportowcem roku w Holandii.
Podczas Igrzysk Olimpijskich w 2000 r. w Sydney zdobył brązowy medal w sztafecie 4 × 200 m stylem dowolnym.
Wouda jest wielokrotnym medalistą mistrzostw Świata oraz mistrzostw Europy na basenie 25-metrowym.